# Lista de episódios de Porco Cabra Banana Grilo
Aqui está a lista de episódios de Pig Goat Banana Cricket, um desenho da Nickelodeon.

## Resumo
| Temporada | Temporada | Episódios | Exibição original      | Exibição original      | Exibição no Brasil    | Exibição no Brasil    |
| Temporada | Temporada | Episódios | Estreia                | Final                  | Estreia               | Final                 |
| --------- | --------- | --------- | ---------------------- | ---------------------- | --------------------- | --------------------- |
|           | Piloto    | 1         | 13 de agosto de 2012   | 13 de agosto de 2012   | 2 de Setembro de 2017 | 2 de Setembro de 2017 |
|           | 1         | 26        | 16 de julho de 2015    | 13 de novembro de 2016 | 5 de novembro de 2016 | 2017                  |
|           | 2         | 14        | 20 de novembro de 2016 | 31 de maio de 2017     | TBA                   | TBA                   |

## Episódios

### Piloto (2012)
| # | # | Título                    | Dirigido por             | Escrito por | Exibição original             |
| - | - | ------------------------- | ------------------------ | ----------- | ----------------------------- |
| 0 | 1 | "Pig Goat Banana Mantis!" | Dave Cooper e Nick Cross | Johnny Ryan | 13 de agosto de 2012 (Online) |

### 1ª Temporada (2015)
| #  | #  | Título                                                                          | Dirigido por                    | Escrito por                                                                       | Exibição original                           | Código de Produção | Audiência (em milhões) |
| -- | -- | ------------------------------------------------------------------------------- | ------------------------------- | --------------------------------------------------------------------------------- | ------------------------------------------- | ------------------ | ---------------------- |
| 1  | 1  | "Porco Cabra Banana Grilo Toca Aqui! (BR)" "Pig Goat Banana Cricket High Five!" | Nick Cross Ben Jones Gabe Swarr | David Sacks Johnny Ryan                                                           | 16 de julho de 2015 5 de novembro de 2016   | 101                | 1.24                   |
| 2  | 2  | "Apocalipse de Chocolate (BR)" "Fudge-pocalypse"                                | Luke Brookshier                 | Doug Lieblich                                                                     | 18 de julho de 2015 12 de novembro de 2016  | 102                | 1.23                   |
| 3  | 3  | "A Super Almôndega Espacial (BR)" "Super Space Meatball"                        | Luke Brookshier                 | Doug Lieblich, Johnny Ryan, David Sacks e Merriwether Williams                    | 25 de julho de 2015 17 de dezembro de 2016  | 108                | 1.24                   |
| 4  | 4  | "As Crônicas de Cutesachusetts" "The Chronicles of Cutesachusetts"              | Joe Horne                       | David Sacks Johnny Ryan                                                           | 1 de agosto de 2015 19 de novembro de 2016  | 104                | 1.50                   |
| 5  | 5  | "Pegadinha do Vizinho" "Prank Thy Neighbor"                                     | Carl Faruolo                    | David Sacks Johnny Ryan Merriwether Williams                                      | 8 de agosto de 2015 3 de dezembro de 2016   | 106                | 1.24                   |
| 6  | 6  | "Srta. Lindinha Miau Miau..." "Miss Cutesy Meow Meows"                          | Luke Brookshier                 | Doug Lieblich                                                                     | 7 de setembro de 2015 2016                  | 111                | 1.18                   |
| 7  | 7  | "Vamos Ficar Minúsculos" "Let's Get Tiny"                                       | Carl Faruolo Kim Roberson       | David Sacks Johnny Ryan Merriwether Williams                                      | 18 de setembro de 2015 21 de agosto de 2017 | 110                | 1.39                   |
| 8  | 8  | "A Barata Mais Bonita do Mundo" "The Most Beautiful Roach in the World"         | Ian Graham                      | Merriwether Williams                                                              | 25 de setembro de 2015 22 de agosto de 2017 | 112                | 1.07                   |
| 9  | 9  | "O Dente do Meu Verdadeiro Amor (BR)" "The Tooth of My True Love"               | Luke Brookshier                 | Doug Lieblich, Johnny Ryan, David Sacks e Merriwether Williams                    | 2 de outubro de 2015 10 de dezembro de 2016 | 107                | 1.33                   |
| 10 | 10 | "Desafio da Humilhação (BR)" "Gauntlet of Humiliation"                          | Joe Horne Ben Jones             | Doug Lieblich, Johnny Ryan, David Sacks e Merriwether Williams                    | 9 de outubro de 2015 26 de novembro de 2016 | 105                | 1.04                   |
| 11 | 11 | "DJ Carrinho de Mão Cheio de Nachos (BR)" "DJ Wheelbarrow Full of Nachos"       | Joe Horne                       | Justin Charlebois, Doug Lieblich, Johnny Ryan e David Sacks                       | 16 de outubro de 2015 23 de agosto de 2017  | 109                | 0.97                   |
| 12 | 12 | "Cuecas-Palooza" "Underpants-Palooza"                                           | Kim Roberson Carl Faruolo       | David Sacks Johnny Ryan                                                           | 6 de novembro de 2015 24 de agosto de 2017  | 113                | 1.11                   |
| 13 | 13 | "Bananalândia" "Bananaland"                                                     | Luke Brookshier                 | Doug Lieblich, Johnny Ryan, David Sacks e Merriwether Williams                    | 13 de novembro de 2015 25 de agosto de 2017 | 114                | 0.84                   |
| 14 | 14 | "Manos Zumbis" "Zombie Broheims"                                                | Ian Graham                      | Justin Charlebois                                                                 | 20 de novembro de 2015 28 de agosto de 2017 | 115                | 0.79                   |
| 15 | 15 | "Feliz Chalawunga!" "Happy Chalawunga!"                                         | Carl Faruolo                    | Merriwether Williams                                                              | 4 de dezembro de 2015 30 de agosto de 2017  | 103                | 1.05                   |
| 16 | 16 | "Passeio no Shopping" "Mall Ya Later"                                           | Kim Roberson                    | Merriwether Williams                                                              | 15 de janeiro de 2016 29 De agosto de 2017  | 116                | 0.79                   |
| 17 | 17 | "Bananarquia Total" "Total Bananarchy"                                          | Luke Brookshier Kim Roberson    | Doug Lieblich                                                                     | 22 de janeiro de 2016 TBA                   | 117                | 0.90                   |
| 18 | 18 | "Sr. Uva Passa Irritado" "Angry Old Raisin"                                     | Ian Graham                      | Justin Charlebois                                                                 | 5 de fevereiro de 2016 TBA                  | 118                | 0.90                   |
| 19 | 19 | "Vaca, Pata, Abacate e Louva-Deus" "Cow Duck Avocado Mantis"                    | Cosmo Segurson                  | Merriwether Williams                                                              | 19 de fevereiro de 2016 TBA                 | 119                | 0.93                   |
| 20 | 20 | "É Hora da Festa do Pijama" "It's Time to Slumber Party"                        | Kim Roberson                    | David Sacks Johnny Ryan                                                           | 26 de fevereiro de 2016 TBA                 | 120                | 0.95                   |
| 21 | 21 | "Origens Secretas: Edição Especial" "Secret Origins: Special Edition"           | Ian Graham                      | Justin Charlebois, Doug Lieblich, Johnny Ryan, David Sacks e Merriwether Williams | 25 de setembro de 2016 TBA                  | 121                | TBA                    |
| 22 | 22 | "Moby Woof" "Moby Woof"                                                         | Cosmo Segurson                  | Doug Lieblich                                                                     | 2 de outubro de 2016 TBA                    | 122                | TBA                    |
| 23 | 23 | "Príncipe Miau-Miau na Casa!" "Prince Mermeow Moves In!"                        | Kim Roberson                    | Merriwether Williams                                                              | 16 de outubro de 2016 TBA                   | 123                | 0.12                   |
| 24 | 24 | "Os Munchkins da Lama Devem Estar Loucos" "The Mud Munchkins Must Be Crazy"     | Cosmo Segurson                  | Justin Charlebois                                                                 | 23 de outubro de 2016 TBA                   | 125                | 0.10                   |
| 25 | 25 | "Corrida do Ouro" "Gold Rush"                                                   | Ian Graham                      | David Sacks Johnny Ryan                                                           | 6 de novembro de 2016 TBA                   | 124                | 0.11                   |
| 26 | 26 | "O Rei da TV" "King of TV"                                                      | Kim Roberson                    | Doug Lieblich                                                                     | 13 de novembro de 2016 TBA                  | 126                | 0.09                   |

### 2ª Temporada (2016)
| #  | # | Título                      | Dirigido por   | Escrito por             | Exibição original      | Código de Produção | Audiência (em milhões) |
| -- | - | --------------------------- | -------------- | ----------------------- | ---------------------- | ------------------ | ---------------------- |
| 27 | 1 | "Road Trippin"              | Kim Roberson   | Jacob Fleisher          | 20 de novembro de 2016 | 203                | TBA                    |
| 28 | 2 | "Onda de Calor" "Heat Wave" | Ian Graham     | Johnny Ryan David Sacks | 4 de dezembro de 2016  | 201                | TBD                    |
| 29 | 3 | "Charm School"              | Cosmo Segurson | Justin Charlebois       | 4 de dezembro de 2016  | 202                | TBA                    |